# Justizvollzugsanstalt Aachen

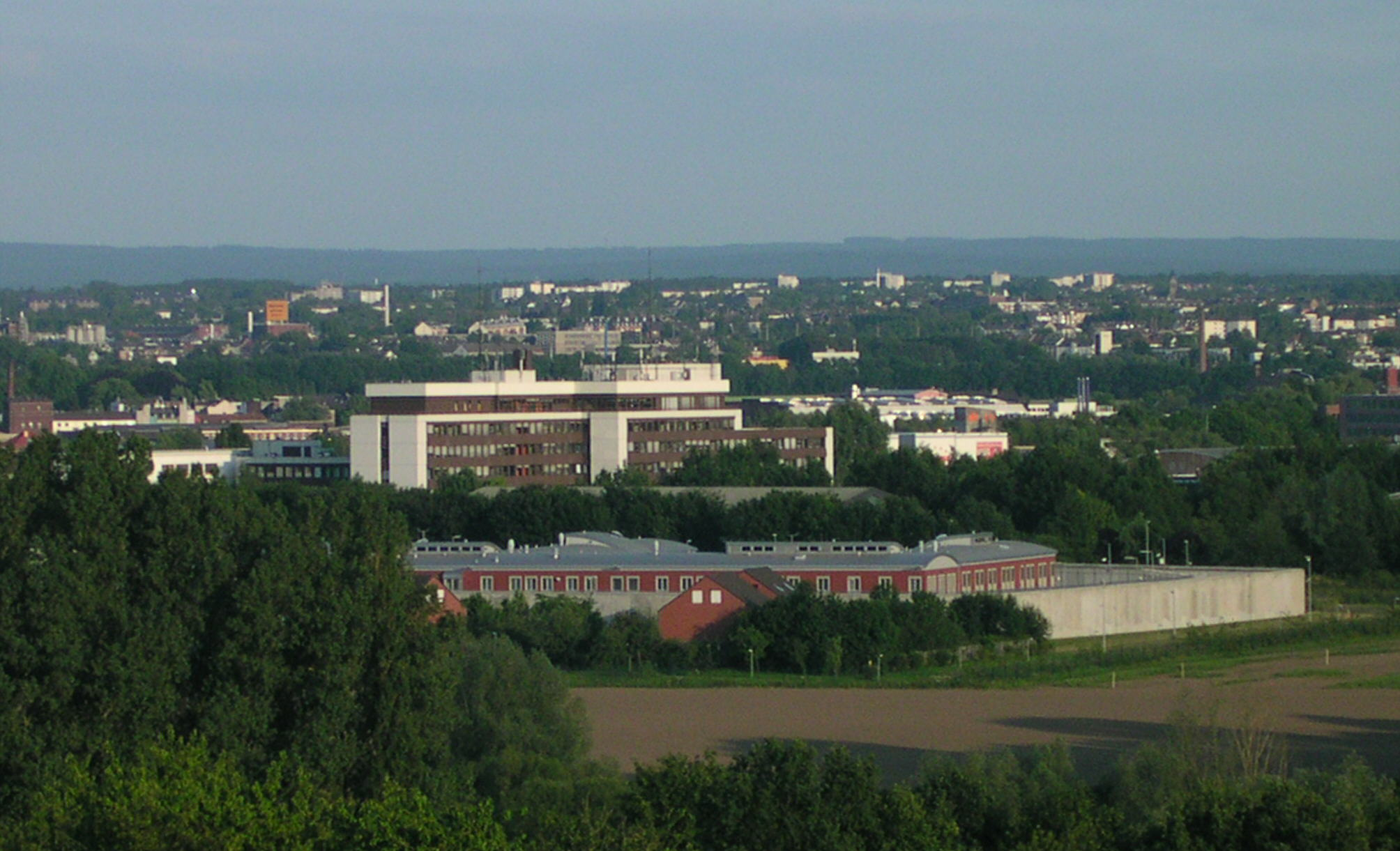
Die neue JVA mit dem ehemaligen Polizeipräsidium

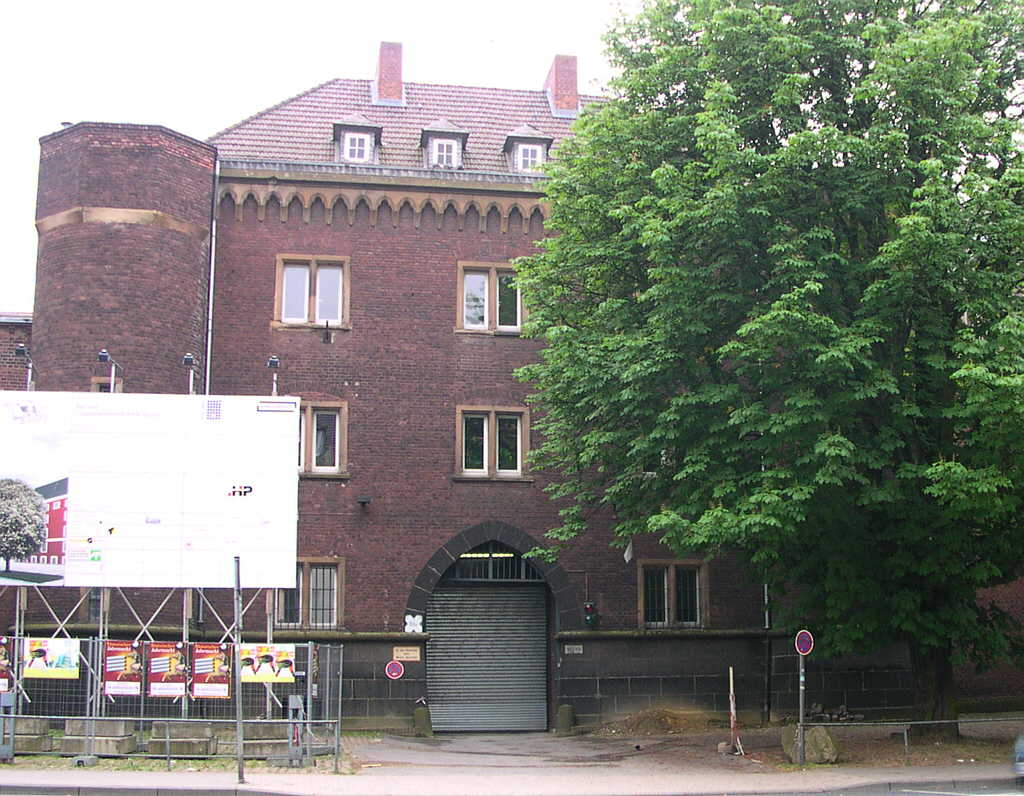
Die alte JVA am Adalbertsteinweg, nach Plänen von: Robert Ferdinand Cremer, jetzt Portal zum Justizzentrum

Die Justizvollzugsanstalt Aachen ist eine Justizvollzugsanstalt (JVA) für erwachsene männliche Strafgefangene und Untersuchungsgefangene in der Stadt Aachen, sie liegt in der Aachener Soers.
Die JVA Aachen verfügt derzeit über 684 Haftplätze für Untersuchungs- und Strafgefangene. Zusätzlich gibt es noch 35 Plätze in einer geschlossenen sozialtherapeutischen Abteilung. Im Januar 2014 war die Anstalt mit 733 Gefangenen belegt. Die Sicherungsverwahrung wird seit einigen Jahren nicht mehr in Aachen vollzogen.

## Geschichte
Die Justizvollzugsanstalt (JVA) wurde zwischen 1990 und 1994 als Ersatz für das alte Gefängnis am Adalbertsteinweg neu erbaut. Die Einweihung des 106 Millionen DM teuren Komplexes erfolgte am 25. April 1995. 2001 war bereits eine Erweiterung der Gebäude nötig. Dadurch konnten dann 2004 die Insassen der alten JVA in die neue Anstalt umziehen. Im gleichen Jahr wurden die alten Gebäude am Adalbertsteinweg abgerissen, um einem neuen Justizzentrum Platz zu machen. Lediglich das denkmalgeschützte Eingangsportal (ehemalige Eingangsschleuse) wurde erhalten und dient jetzt als Zugang zum Justizzentrum.

## Zuständigkeit
Die JVA Aachen ist zuständig für den Vollzug von:
- Untersuchungshaft, Auslieferungs- und Durchlieferungshaft, Zivilhaft und Strafarrest an Erwachsenen für den Oberlandesgerichtsbezirk Köln und der Landgerichtsbezirk Aachen mit den nachgeordneten Amtsgerichtsbezirken Düren, Eschweiler, Geilenkirchen, Heinsberg, Jülich, Monschau, Schleiden.
- Freiheitsstrafe (Regelvollzug) von 3 Monaten bis einschließlich 1 Jahr 6 Monate
- Freiheitsstrafe von mehr als 24 Monaten an Ausländern
- Freiheitsstrafe von mehr als 2 Jahren entsprechend dem Ergebnis des Einweisungsverfahrens
- Sozialtherapeutische Abteilung.[3]

Die Zuständigkeiten der Justizvollzugsanstalten in Nordrhein-Westfalen sind im Vollstreckungsplan des Landes NRW geregelt (AV d. JM v. 16. September 2003 – 4431 – IV B. 28 -).

## In den Medien
Ende November 2009 geriet die JVA Aachen in die Schlagzeilen, als den beiden Schwerverbrechern Peter Paul Michalski und Michael Karl Heckhoff die Flucht gelang. Die beiden waren u. a. wegen Raubüberfällen, Geiselnahmen, Mord und versuchtem Mord zu lebenslanger Haft verurteilt worden und gelten als sehr gefährlich. Ein Justizbeamter wurde wegen des Verdachts der Gefangenenbefreiung verhaftet. Die beiden Ausbrecher wurden nach drei bzw. fünf Tagen Flucht wieder gefasst. Das Landgericht Aachen hat die beiden Ausbrecher am 9. Februar 2011 zu zehn bzw. zehneinhalbjährigen Haftstrafen mit anschließender Sicherungsverwahrung verurteilt. Der Justizvollzugsbeamte wurde zu vier Jahren und drei Monaten Haft verurteilt. Bei dem Prozess gaben Heckhoff und Michalski an, dass die widrigen Umstände, die in der JVA Aachen herrschten, sie zur Flucht getrieben hätten.